# Neomochtherus carthaginis
Neomochtherus carthaginis är en tvåvingeart som först beskrevs av Becker 1915.  Neomochtherus carthaginis ingår i släktet Neomochtherus och familjen rovflugor.
Artens utbredningsområde är Tunisien. Inga underarter finns listade i Catalogue of Life.